# Експонометр

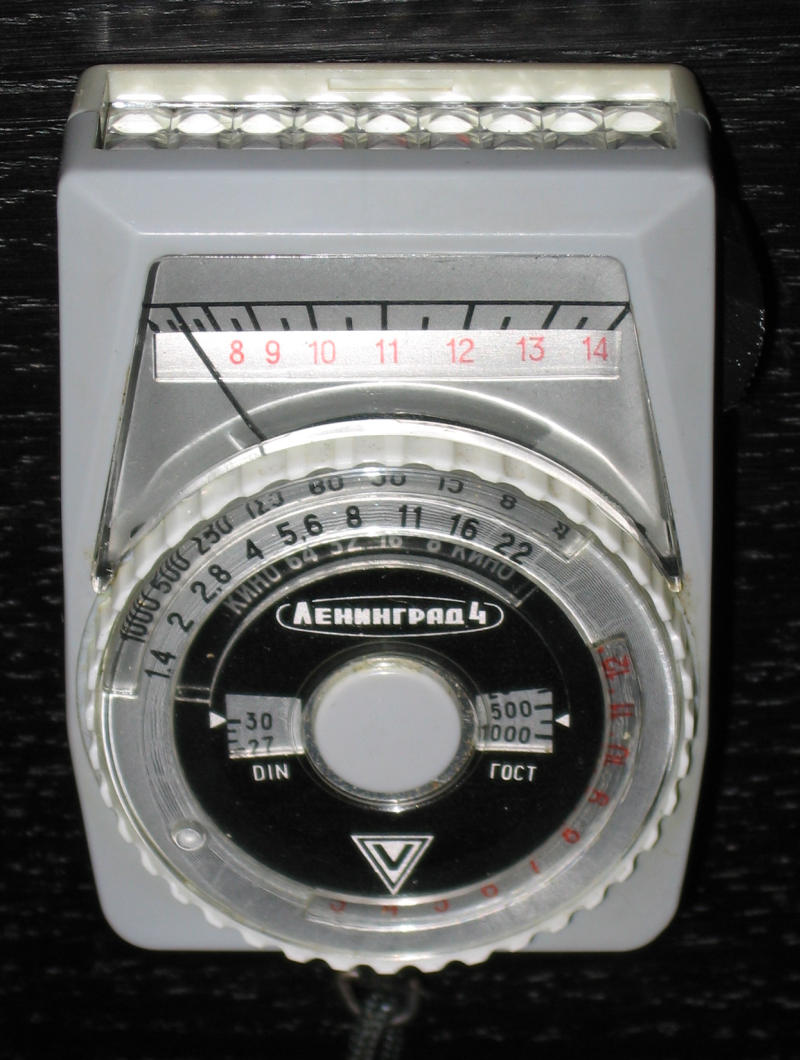
Радянський світломір з механічним калькулятором

Експонометр (лат. expono) — таблиця або прилад з світлочутливим елементом вимірювання світлового потоку для обчислення параметрів експозиції (часу витримки і числа діафрагми) у фотографії та кінематографі.

## Класифікація експонометрів

### Табличні

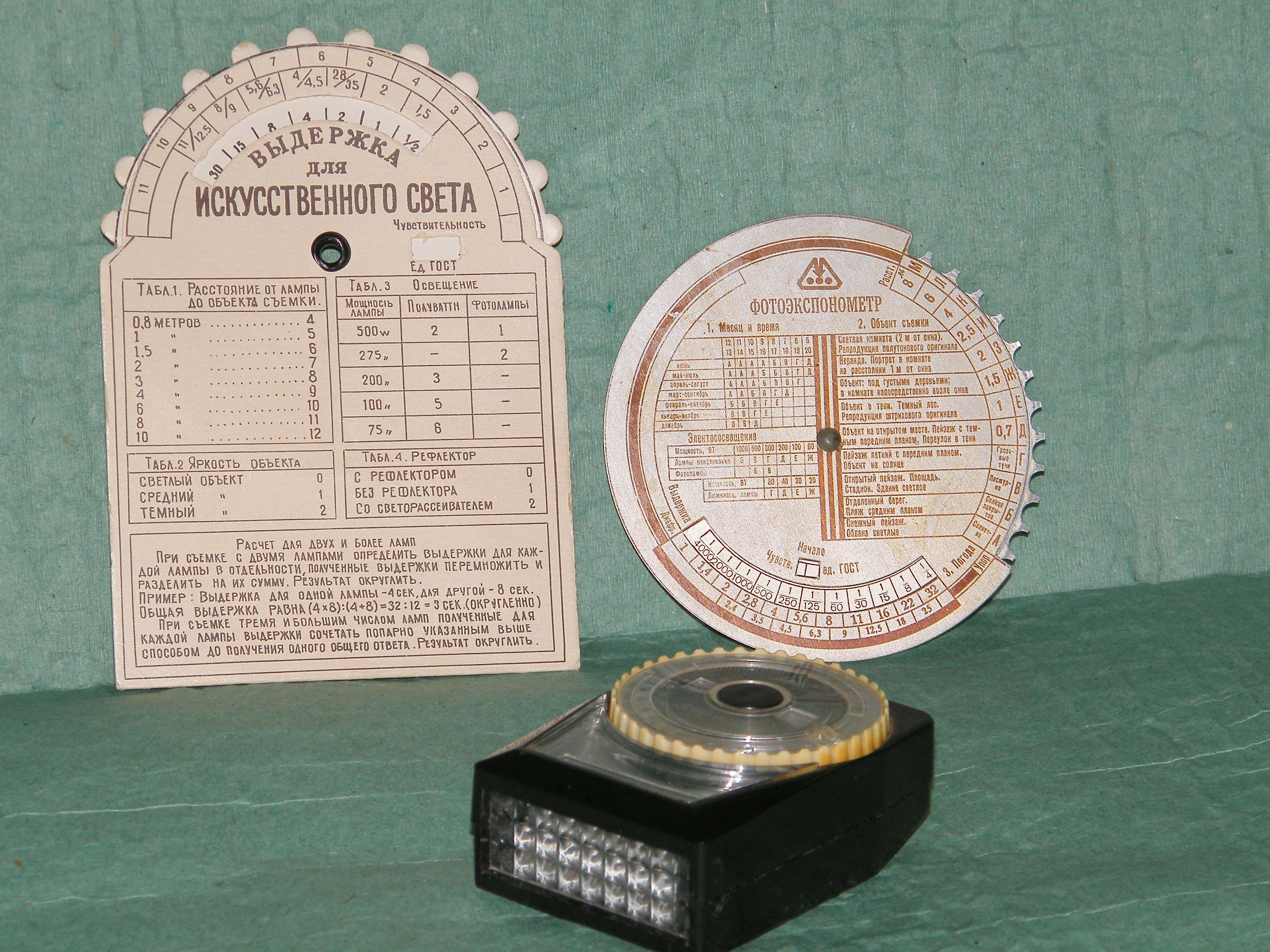
Табличні експонометри (СРСР, 1970-ті роки)

Представляють із себе таблицю, в якій описані умови зйомки і відповідні їм параметри. Практичний сенс мають лише за умови достатньо великої фотографічної широти застосовуваного фотоматеріалу. Застосовуються також у формі установки експозиції за символами погоди на шкальних фотоапаратах («Зміна-Символ», «Зміна-8М», «Агат-18» тощо).

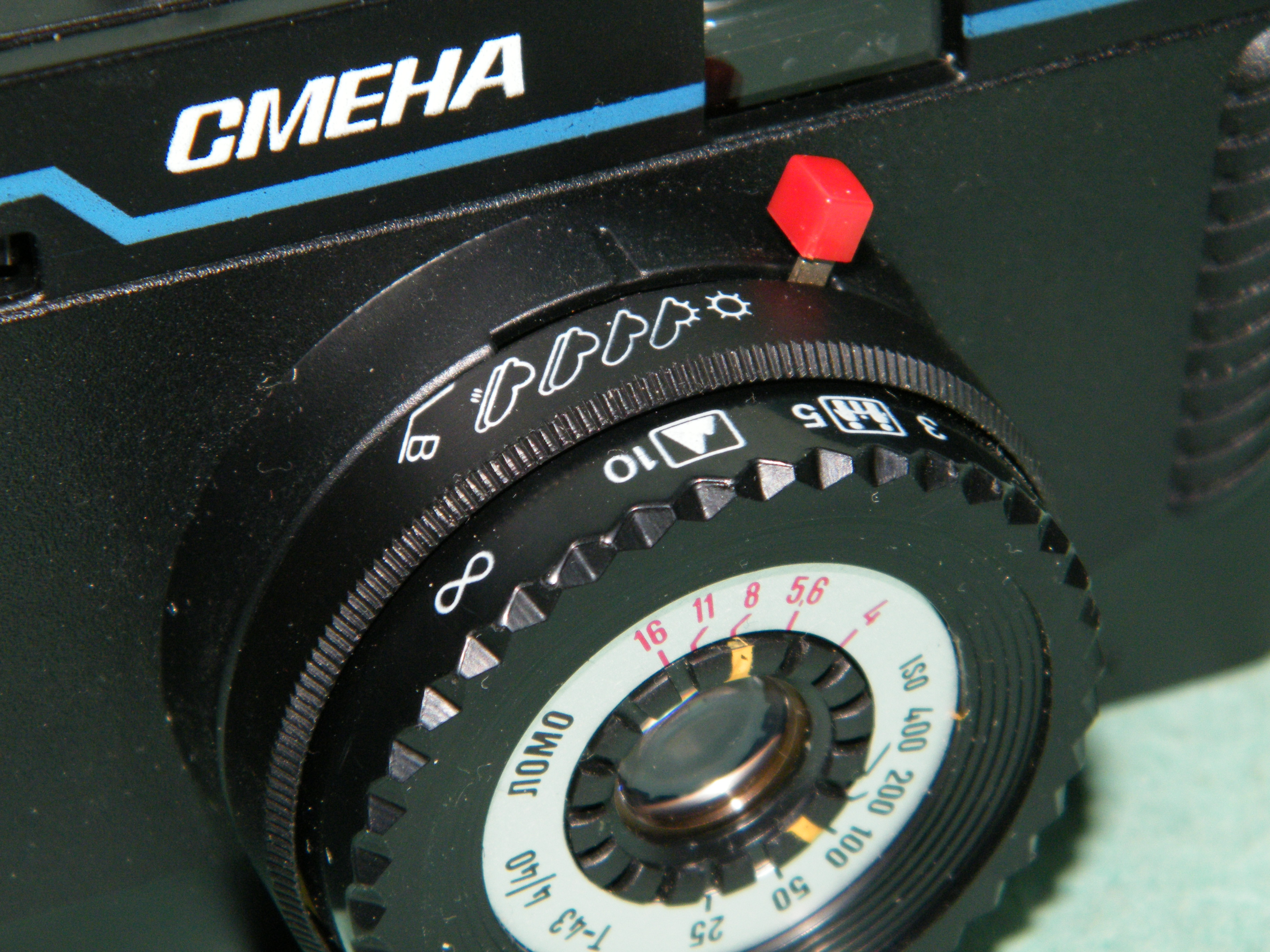
Табличний експонометр фотоапарата «Зміна-35»
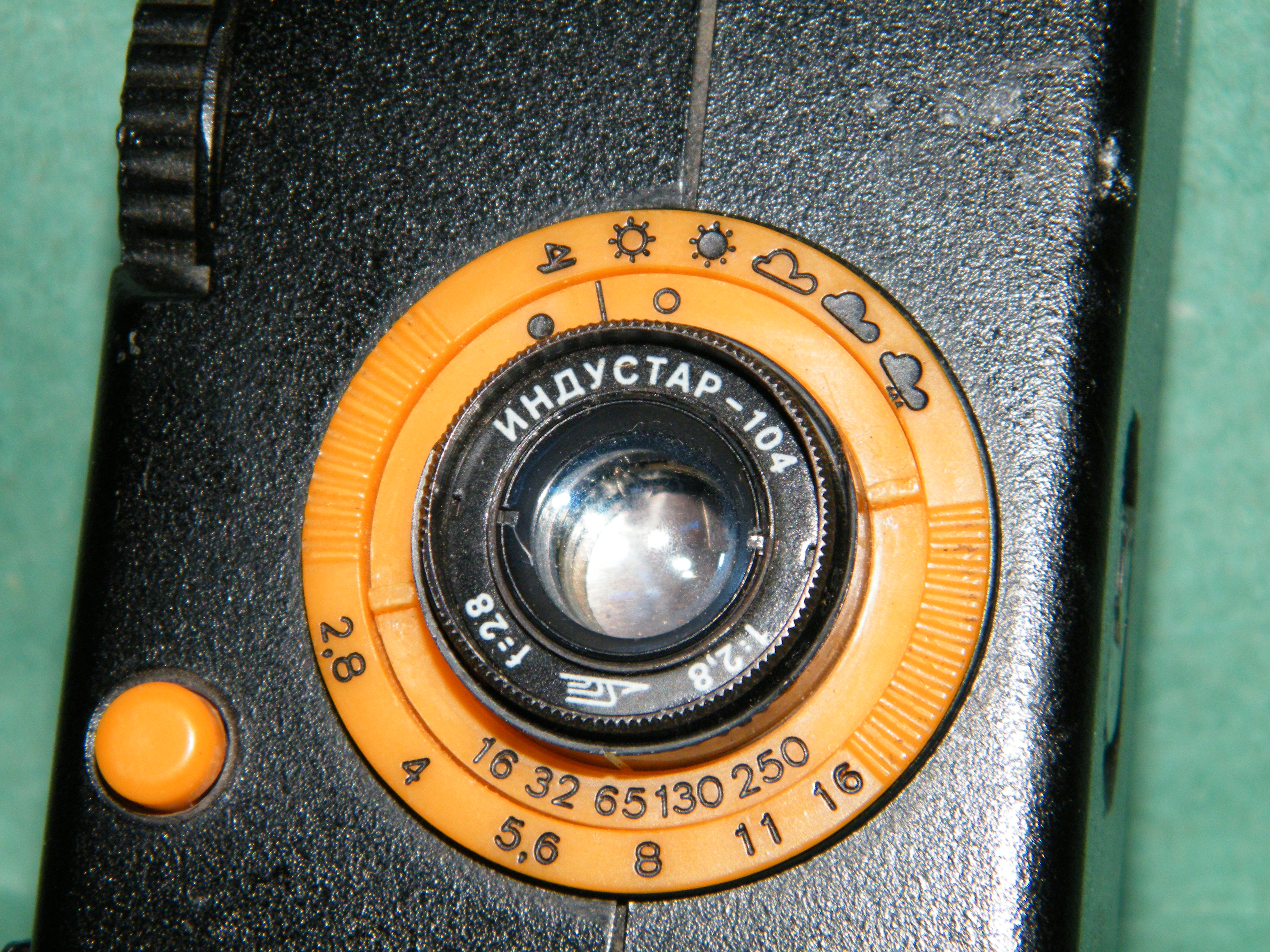
Табличний експонометр фотоапарата «Агат-18»

### Оптичні

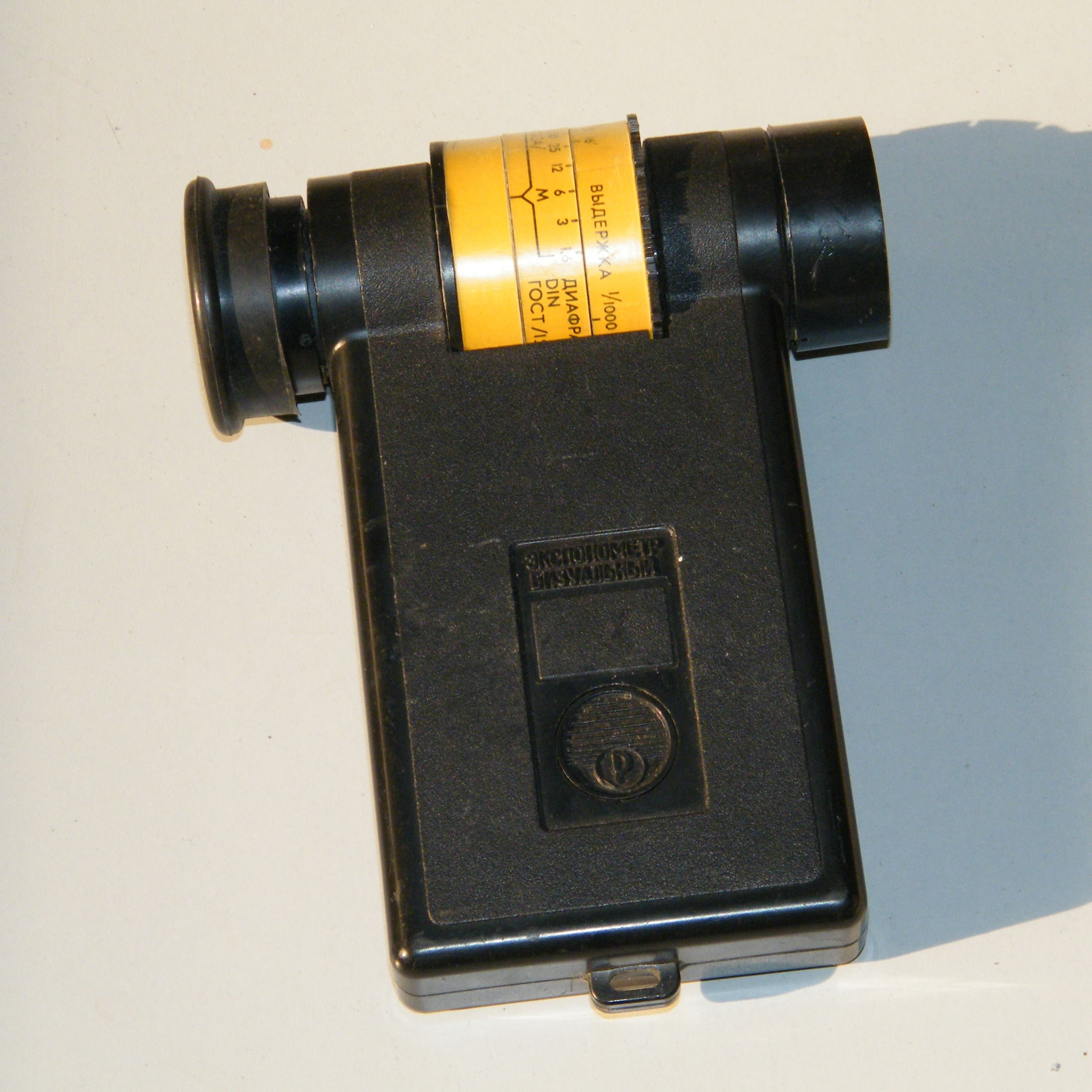
Точковий візуальний експонометр з порівнянням яскравості зображення в видошукачі з еталонною лампою

Візуальний експонометр — прилад, в якому основним порівняльним елементом є око людини. Поділяються на:
- Зі зчитуванням часу витримки або числа діафрагми здійснюється візуальним порівнянням яскравості відповідних цифр з яскравістю оптичного клина змінної щільності («Оптек»). Основний недолік — залежність чутливості ока від загальної навколишнього освітленості, що може призводити до великих похибок. Зараз практично не використовуються.
- З порівнянням яскравості двох полів — одне від вимірюваної сцени або джерела світла, друге — від еталонної лампи. Застосовуються в системах копіювання зображень.